# Arpophyllum giganteum
Arpophyllum giganteum là một loài thực vật có hoa trong họ Lan. Loài này được Hartw. ex Lindl. mô tả khoa học đầu tiên năm 1840.

## Hình ảnh

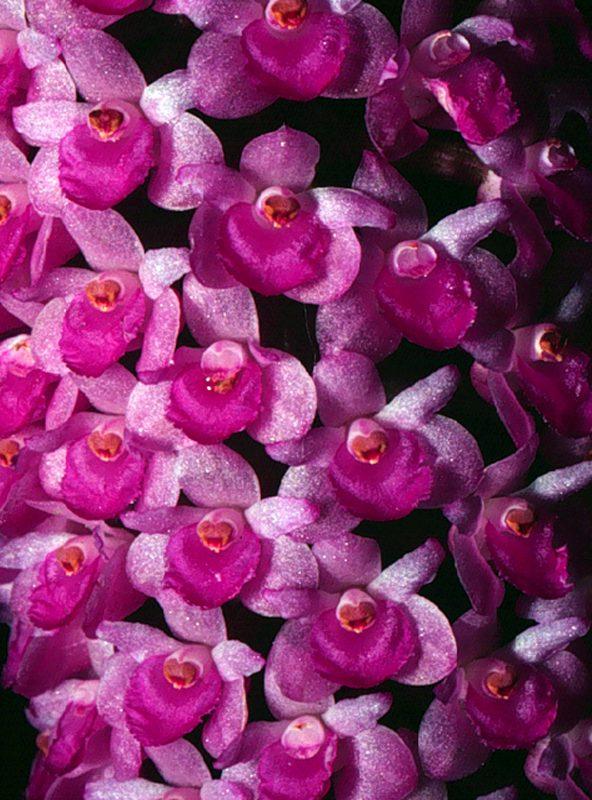
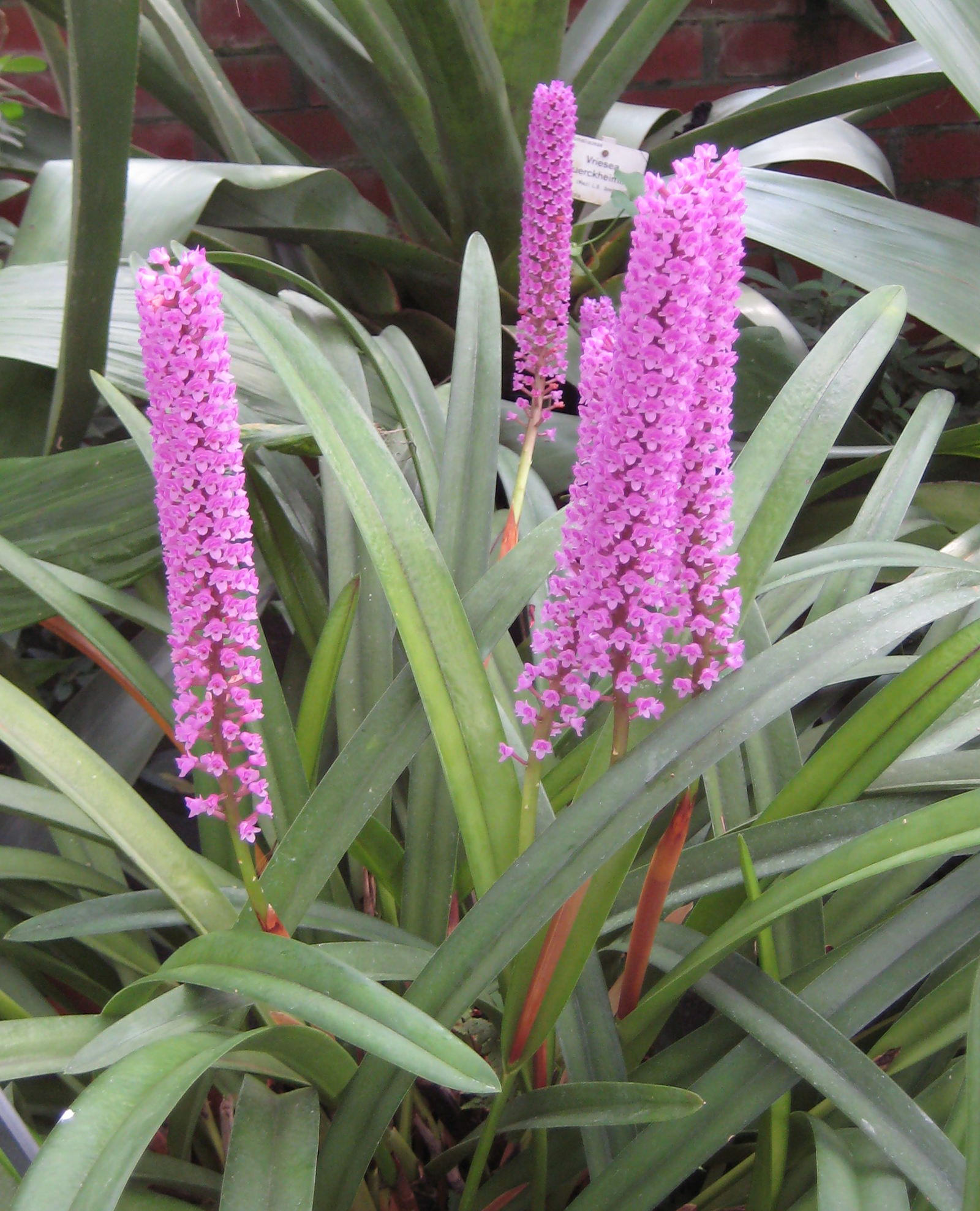
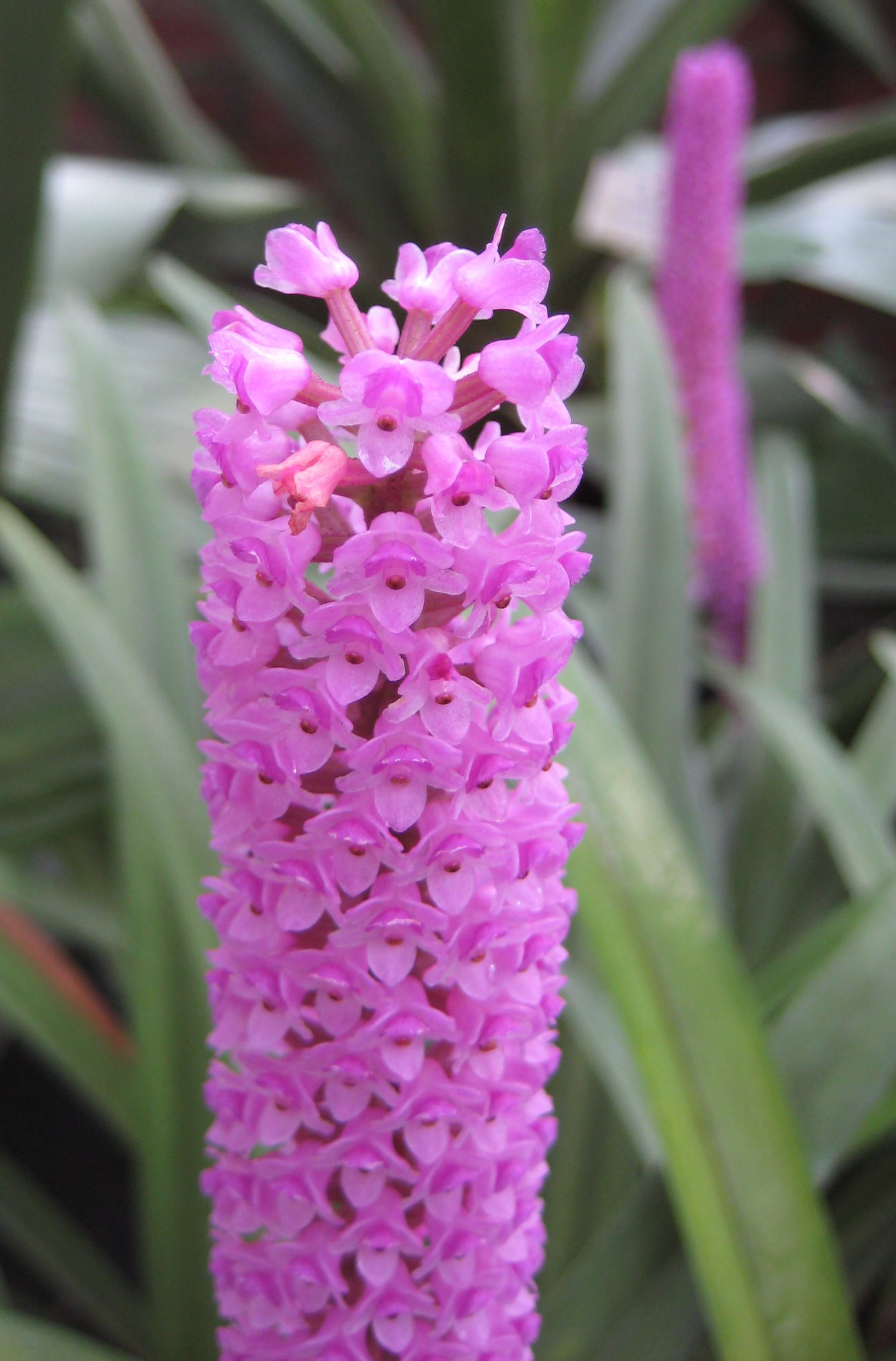
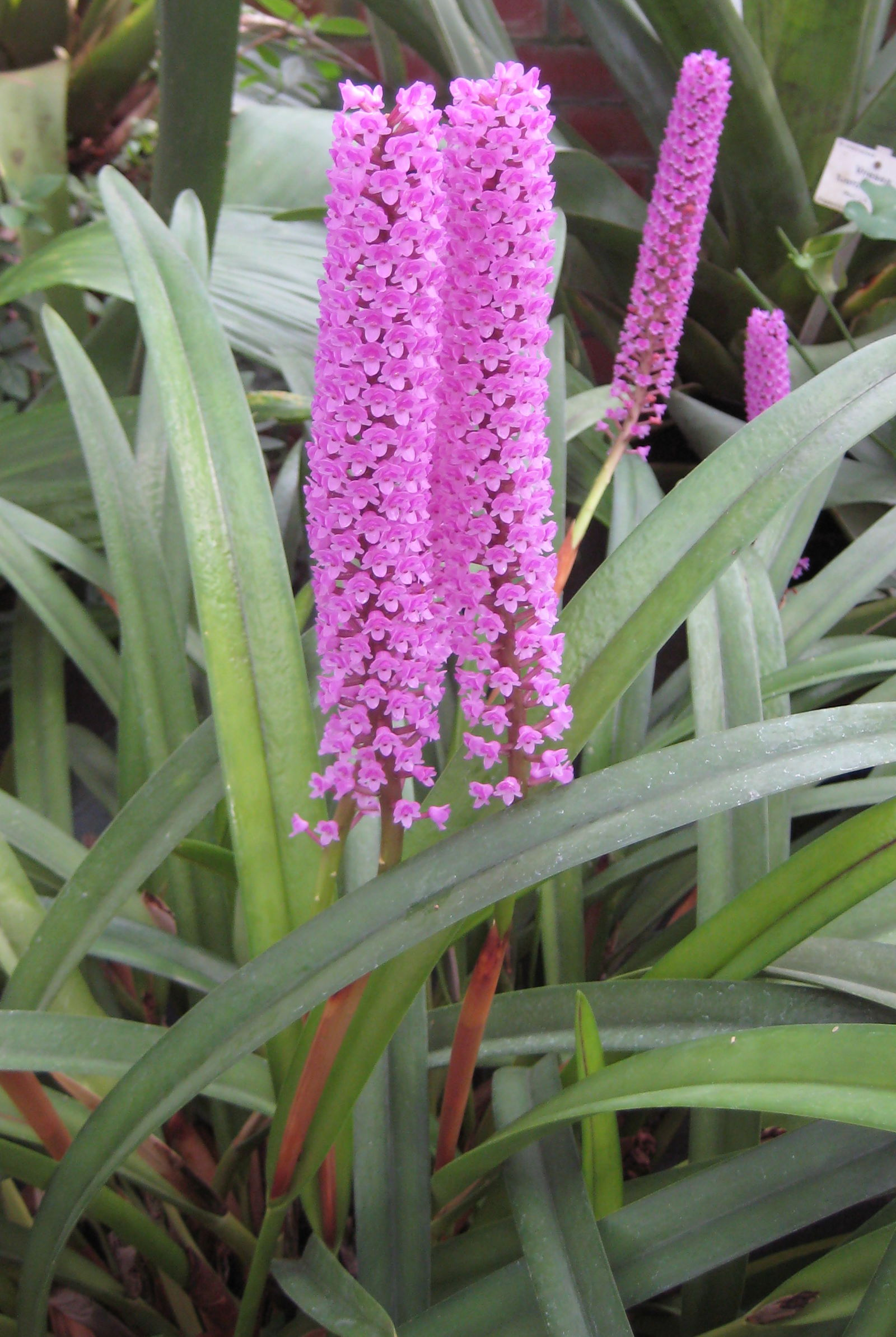